# Perrissinoides cerambycivorae
Perrissinoides cerambycivorae là một loài ruồi trong họ Tachinidae.